# مقاطعة هنري (جورجيا)
مقاطعة هنري (بالإنجليزية: Henry County)‏ هي إحدى المقاطعات في ولاية جورجيا في الولايات المتحدة الأمريكية.